# Robollamada
Una robollamada (en inglés, robocall) o llamada robotizada es una llamada telefónica que utiliza un marcador automático computarizado para enviar un mensaje pregrabado, como si fuera un robot. Las llamadas robotizadas a menudo se asocian con campañas telefónicas políticas y de telemarketing, pero también se pueden utilizar para anuncios de servicio público o de emergencia. Algunas robollamadas utilizan mensajes de audio personalizados para simular una llamada telefónica real. 

## Eliminación de llamadas indeseadas e ilegales
Muchas robollamadas son llamadas no deseadas, y se han desarrollado varios métodos para prevenirlas. Varios países han creado registros de no llamar (como la Lista Robinson), pero en general estos han sido ineficaces e incluso legalmente problemáticos en algunos casos.  En consecuencia, se ha desarrollado un mercado para productos que permiten a los consumidores bloquear las llamadas automáticas. La mayoría de estos productos utilizan métodos similares a los utilizados para mitigar el SPIT (spam a través de VoIP). Sin embargo, debido a la complejidad del problema, ningún método es suficientemente confiable.
Las soluciones están disponibles como productos de hardware y software. Las aplicaciones móviles de este tipo son especialmente frecuentes, ya que utilizan técnicas que no requieren la modificación de infraestructura. Entre los distintos productos disponibles están las listas de números bloqueados, las aplicaciones con bases de datos de números generadas mediante crowdsourcing (como Truecaller), y suplantación de identificación de llamadas, entre otras. 